# Christoph Schwarze
Christoph Schwarze (* 27. Januar 1935 in Köthen (Anhalt)) ist ein deutscher Romanist.

## Leben
Nach Studien in Marburg, München, Florenz und Paris und der Promotion 1961 zum Dr. phil. an der Universität Münster war er dort von 1961 bis 1970 Lektor für Französische Sprache. 
Nach der Habilitation 1969 für romanische Philologie in Münster (mit einer Studie zur Sprache Dantes) war er von 1970 bis 1975 ordentlicher Professor für romanische Philologie an der Universität Kiel. Von 1975 bis 2002 hatte er den Lehrstuhl für romanische Sprachwissenschaft an der Universität Konstanz, Schwerpunkte in Forschung und Lehre waren Lexikologie, Grammatik und Sprachvergleich (speziell Französisch und Italienisch).

## Schriften (Auswahl)
- Der altprovenzalische „Boeci“. Münster 1963, OCLC 603119099.
- Untersuchungen zum syntaktischen Stil der italienischen Dichtungssprache bei Dante. Berlin 1970, OCLC 1014881923.
- Sprachschwierigkeiten, Sprachpflege, Sprachbewußtsein. Das Phänomen der ‘Chroniques de langage’, Universitätsverlag Konstanz (Konstanzer Universitätsreden), 1977 (öffentliche Antrittsvorlesung am 10. Mai 1976)
- mit Dieter Wunderlich (Hg.): Handbuch der Lexikologie. Königstein, Athenäum 1985.
- Grammatik der italienischen Sprache. Tübingen 1995, ISBN 3-484-50248-7.
- Introduction à la sémantique lexicale. Narr, Tübingen 2001, ISBN 978-3-8233-4983-9.
- mit Leonel F. de Alencar: Lexikalisch-funktionale Grammatik. Eine Einführung am Beispiel des Französischen mit computerlinguistischer Implementierung. Tübingen 2016, ISBN 3-95809-411-2.